# Live at the Fillmore East
Live at the Fillmore East uživo je album američkog glazbenika Jimija Hendrixa, postumno objavljen 23. veljače 1999. godine od izdavačke kuće MCA Records.

## O albumu
Materijal na albumu zabilježio je nastup Jimija Hendrixa i sastava Band of Gypsys izvedenog 31. prosinca 1969. i 1. siječnja 1970. godina na the Fillmore Eastu, New York City, New York. Live at the Fillmore East alternativna je proširena verzija albuma Band of Gypsys, objavljenog 1970. godine.
Na dvostrukom CD izdanju nalaze se nastupi s obje večeri te uživo verzije pjesama "Earth Blues", "Auld Lang Syne", "Stepping Stone" i "Burning Desire" koje do tada nisu objavljenje.

## Popis pjesama
Sve pjesme napisao je Jimi Hendrix, osim gdje je to drugačije naznačeno.
| 1. | »Stone Free«                                       |  | 12:56 |
| 2. | »Power of Soul«                                    |  | 6:19  |
| 3. | »Hear My Train A Comin'«                           |  | 9:02  |
| 4. | »Izabella«                                         |  | 3:40  |
| 5. | »Machine Gun«                                      |  | 11:36 |
| 6. | »Voodoo Child (Slight Return)«                     |  | 6:01  |
| 7. | »We Gotta Live Together« (prvi vokal: Buddy Miles) |  | 9:55  |

| 1. | »Auld Lang Syne«                         | Robert Burns               | 3:54  |
| 2. | »Who Knows«                              |                            | 3:55  |
| 3. | »Them Changes« (prvi vokal: Buddy Miles) |                            | 5:38  |
| 4. | »Machine Gun«                            |                            | 13:35 |
| 5. | »Stepping Stone«                         |                            | 5:20  |
| 6. | »Stop«                                   | Jerry Ragovoy, Mort Shuman | 5:43  |
| 7. | »Earth Blues«                            |                            | 5:48  |
| 8. | »Burning Desire«                         |                            | 8:22  |
| 9. | »Wild Thing«                             | Chip Taylor                | 3:06  |

## Izvođači
- Jimi Hendrix – električna gitara, vokal, prateći vokal u skladbama D1-7 i D2-3
- Buddy Miles – bubnjevi, prateći vokali, prvi vokal u skladbama D1-7 i D2-3
- Billy Cox – bas-gitara, prateći vokal

### Produkcija
- Alan Douglas - producent
- Jimi Hendrix - miks, obrada
- Eddie Kramer - tehničar, remiks, mastering, miks, kompilacijski producent, glavni tehničar
- John McDermott - kompilacijski producent, zabilješke
- Suzanne Dyer - tehničarka
- Wally Heider - tehničar
- George Marino mastering
- John Seymour - tehničar
- Kevin Crouse - tehničar
- Ethan Allen - tehničar
- Janie Hendrix - kompilacijski producent
- John McDermott, Jr. - zabilješke, kompilacijski producent
- Jan Blom - fotografija
- Amalie R. Rothschild - fotografija
- Joe Sia - fotografija omota albuma

## Detalji snimanja
- Skladbe A3, A4 i B3 snimljene su prilikom prvog nastupa na the Fillmore Eastu, 31. prosinca 1969.
- Skladbe B1, B2 i B4 snimljene su prilikom drugog nastupa na the Fillmore Eastu, 31. prosinca 1969.
- Skladbe A2, B5, B6 i B8 snimljene su prilikom prvog nastupa na the Fillmore Eastu, 1. siječnja 1970.
- Skladbe A1, A5, A6, A7, B7 i B9 snimljene su prilikom drugog nastupa na the Fillmore Eastu on 1. siječnja 1970.

## Vanjske poveznice
- Discogs - recenzija albuma